# Габрк (Илирска Бистрица)
Габрк (словен. Gabrk, итал. Gabrega) је насељено место у општини Илирска Бистрица, Приморско-нотрањска регија, Словенија.

## Историја
До територијалне реорганизације у Словенији био је у саставу старе општине Илирска Бистрица.

## Становништво
У попису становништва из 2011. године, Габрк је имао 30 становника.
| Број становника према пописима | Број становника према пописима | Број становника према пописима |
| ------------------------------ | ------------------------------ | ------------------------------ |
| 1991                           | 2002                           | 2011                           |
| 37                             | 33                             | 30                             |